# Éric Salch
Éric Salch est un auteur de bande dessinée français né le 6 février 1973 dans la banlieue parisienne.

## Biographie
Éric Salch a commencé sa carrière dans la mode jusqu'en 2013. Il était « illustrateur pour la griffe Marithé et François Girbaud. »
Il s'est fait connaître par son ancien blog Ma Life, créé en 2008, qui était, selon le journal Libération, un
« compendium hilarant de la vie d’un branleur en banlieue parisienne, puis s’est nourri de toute la haine ordinaire de ce monde pour en extraire la substantifique moelle et la régurgiter dans des portraits de stéréotypes. »
Pour le même journal, il est « digne héritier de Reiser et Vuillemin ».  Le magazine L'Obs écrit quant à lui : « on se dit qu’on a trouvé en Éric Salch (...) le digne fils de Reiser. Pas simplement parce que son trait faussement bâclé l’évoque. Mais parce que se retrouvent mêlés dans ses planches la même vacherie, la même tendresse et le même sens de la langue qui fait mouche ». L'émission Popopop de France Inter le définit en 2021 comme « l'un des dessinateurs de BD les plus trash de l'Hexagone » dans la page de l'émission dont il était l'invité.
Eric commence sa carrière professionnelle en 2002, quand sa première histoire "Peur Bleu" est publiée en plusieurs épisodes dans la revue BD Streetlife Stories initiée par Eldiablo et Maxy-T
Plus tard en 2006, Eldiablo lui proposera de dessiner des histoires inédites écrites à la base pour la série Lascars. Publié chez l'Oeil d'Horus (collection mawashi comics) le recueil sortira sous le nom évocateur La rage de vaincre.
Dans les années qui suivent, il raconte son quotidien (en grande partie fantasmé) dans un blog BD intitulé Ma Life. Un recueil de ces histoires sortira par la suite aux éditions Indeez, sous le titre éponyme
Repéré par Manu Larcenet, il crée avec lui la bande dessinée Les branleurs en 2016.
La même année « le dessinateur sort le premier album de son LookBook, des fiches signalétiques trash et hilarantes qui cartonnent déjà sur Internet » comme l'écrit L'Obs en mai 2016, juste avant la publication de l'album aux éditions Fluide Glacial. Pour le journal Libération,  « son manuel est une parodie version punk des lookbooks du milieu de la mode. » Éric Salch précise à l'époque : « J'ai voulu que ça agresse vraiment, avec des insultes qui ne fassent pas du tout "mots d'esprit". »  Le magazine L'Obs se demande : « Pourquoi est-ce que c’est si drôle ? Difficile à dire. Sans doute parce que Salch manie à merveille l’art difficile de l’insulte et ses deux impératifs. Primo, que ça claque comme un coup de fouet en trois ou quatre mots (...) Secundo, que ça attrape le détail « vrai », celui qui fait mouche. » Un second tome paraît l'année suivante.
En 2017 également est publié l'album Le petit chemin caillouteux, autour « de sa vie de père divorcé ». Pour L'Obs, « cette BD autobiographique à mourir de rire décape la paternité contemporaine avec la délicatesse d’une éponge dégoulinante d’acide ! Elle met en scène un papa divorcé fainéant, grossier, irritable, démissionnaire, porté sur la binouze et qui culpabilise d’être tout ça aux yeux de ses enfants. »
En 2018, il publie une fois par semaine une histoire en exclusivité, la série Pop Corn, sur le cinéma, pour « La Matinale » du journal Le Monde. Les strips seront publiés en album en 2019.
Il contribue également au journal Charlie Hebdo depuis 2018.
Il  « adapte à sa sauce décalée, déjantée, grotesque, punk, trash » le roman Les Misérables de Victor Hugo en 2021, aux éditions Glénat. L'ouvrage contient « tout un tas d'anachronismes et d'absurdités qui ajoutent du rire au drame et au terrible de ce chef-d'œuvre de tragédie romanesque », selon France Inter.
En 2023, il est lauréat du Prix Schlingo pour Stupide Mâle Blanc, paru l'année précédente.

## Publications

### Bandes dessinées
- La rage de vaincre, scénario de Eldiablo, éd. l'Oeil d'Horus, 2006
- Salch ! : ma life !!, Indeez urban, 2012
- Les meufs cool, éd. Les rêveurs

1. tome 1, 2015
2. tome 2, 2016

- Lookbook[3],[9],[2], éditions Fluide Glacial

1. tome 1, 2016
2. tome 2, 2017

- Les branleurs, avec Manu Larcenet, éd. Les réveurs

1. Introduction, 2016

- Le petit chemin caillouteux[5], éd. Fluide glacial, 2017
- À même le sol, éd. Les Requins marteaux, 2018
- Le bestiaire extraordinaire de Salch, Éditions Delcourt, 2019
- Pop Corn, Les Rêveurs, 2019
- Les misérables[6], d'après l’œuvre de Victor Hugo, Glénat, 2021
- Stupide Mâle Blanc[4], Les Requins Marteaux, 2022
- Résidence Autonomie, Dargaud, 2023

## Prix et distinctions
- 2023 : Prix Schlingo pour Stupide Mâle Blanc[12]
- 2023 : Prix Ouest France pour Résidence autonomie